# Фейдо, Эрнест
 Эрнест Фейдо  (фр. Feydeau Ernest; 16 марта 1821, Париж — 27 октября 1873, там же) — французский писатель и отец известного комедиографа Жоржа Фейдо.

## Биография
Родился в Париже и начал свою литературную деятельность в 1844 году. Занимался коммерцией и археологией. Анализ любовной страсти во всех её проявлениях — основная тема Фейдо. Несмотря на некоторую фривольность, он твёрдо придерживался буржуазной морали. Лучший роман Фейдо «Fanny» (1858) посвящён теме ревности. В последующих произведениях он скатился к буржуазной мелодраме (Catherine d’Overmiere, 1860). Преувеличения и экзальтированность в описании характеров и страстей, любовь к риторике, к «высокому» стилю характерны для творчества Фейдо («Fanny», «Daniel», 1859). В то же время натуралистические детали сближали его с реалистическим буржуазным романом, перерождающимся в направлении натурализма.

## Труды
- Fanny, Paris, Amyot, 1858
- Les quatre saisons, Paris, Didier et compagnie, 1858
- Alger, Paris, Michel Lévy Frères, 1862
- Monsieur de Saint-Bertrand, Paris, Michel Lévy Frères, Paris, 1863
- Le Secret du bonheur, Paris, Michel Lévy Frères, 1864
- Histoire des usages funèbres et des sépultures des peuples anciens, Paris, Gide Libraire-éditeur, 1866
- La Comtesse de Chablis, Paris, Michel Lévy Frères, 1868
- Théophile Gautier. Souvenirs intimes, Paris, E. Plon et Cie, 1874
- Souna. Moeurs arabes, Paris, Calmann Lévy, 1876
- Mémoires d’une demoiselle de bonne famille, Bruxelles, Société des bibliophiles, chez Henry Kistemaeckers, 1877; 2a ristampa con il titolo Souvenirs d’une cocodette, écrits par elle-même, Bruxelles, Gay et Doucé, 1878